# San Pedro, Tiquicheo de Nicolás Romero
San Pedro är en ort i Mexiko.   Den ligger i kommunen Tiquicheo de Nicolás Romero och delstaten Michoacán de Ocampo, i den södra delen av landet, 180 km väster om huvudstaden Mexico City. San Pedro ligger 463 meter över havet och antalet invånare är 125.
Terrängen runt San Pedro är huvudsakligen kuperad, men åt sydost är den bergig. San Pedro ligger nere i en dal. Runt San Pedro är det glesbefolkat, med 11 invånare per kvadratkilometer. Närmaste större samhälle är Tiquicheo, 18,9 km söder om San Pedro. I omgivningarna runt San Pedro växer huvudsakligen savannskog.